# Josh Holmes
Josh Holmes é um produtor de jogos eletrônicos e designer de jogos eletrônicos canadense, originalmente de Vancouver, Columbia Britânica. Holmes é conhecido por ter sido um produtor executivo da 343 Industries, estúdio responsável por franquias de grande sucesso sediado em Kirkland, Washington, a unidade da Microsoft Studios formada para coordenar a franquia Halo. Holmes deixou 343 em 2016 para seguir uma carreira no desenvolvimento de jogos indie.

## Biografia

### Início de carreira
Holmes nasceu e cresceu na Colúmbia Britânica e frequentou a Escola Secundária Kitsilano em Vancouver. Josh se voltou para o design de jogos depois de vários anos perseguindo uma carreira como ator de cinema em Los Angeles, incluindo filmar um piloto de televisão.

### EA Canada
Holmes começou no ramo de jogos eletrônicos em 1995 no campus da Electronic Arts em Burnaby, Canadá, como testador de jogos, e um ano depois ele foi contratado para fazer jogos. Enquanto estava lá, ele criou a série Def Jam de jogos de luta, bem como a série NBA Street. Sua paixão por contar histórias foi demonstrada quando ele trabalhou na NBA Street como o designer principal, garantindo que até um jogo de esportes tivesse um enredo. Depois de terminar Def Jam Vendetta, muitas ideias permaneceram para outro jogo, e no processo de desenvolvimento, no início, a jogabilidade se afastaria das lutas encontradas no original e seria moldada pelo combate de outros jogos e gêneros de luta.

### Propaganda Games
Em 2005, ele co-fundou a Propaganda Games. Enquanto estava lá, ele trabalhou no reboot da série de jogos de tiro em primeira pessoa Turok. A Propaganda Games foi adquirida pela Disney Interactive logo após a abertura. Em 2008, Holmes deixou a Propaganda Games e a Disney Interactive, citando diferenças criativas.

### 343 Industries
Ele ingressou na 343 Industries em 2009 e foi produtor executivo de Halo Waypoint e Halo: Reach. Holmes afirmou que se sentiu atraído pelo desafio de trabalhar na 343 Industries, porque foi fundada especificamente para se tornar a zeladora da série Halo, com apenas aproximadamente 25 pessoas trabalhando lá quando ele se juntou. O site Halo Waypoint foi um trabalho de amor, afirmou Holmes, e ele e sua equipe ficaram "impressionados" com o número de pessoas acessando o site. Como parte do desenvolvimento de Halo: Reach, Holmes trabalhou com a Bungie, que havia feito os segmentos anteriores de Halo. Um dos aspectos favoritos de Holmes em Reach foi a "sensação melancólica que você teve de estar entendendo os riscos do desafio e as coisas não necessariamente terminariam bem".
Ele foi o diretor criativo de Halo 4, e afirmou que, no início do processo de design, a equipe de design estava "no caminho para torná-lo seguro demais", e conquistou confiança ao longo do tempo para fazer alterações na trilogia original. Parte do redesign de Halo que Holmes iniciou foi tornar o jogo mais rápido, fazendo Master Chief e seus inimigos se moverem mais rapidamente e incluir espaços de jogo muito maiores para os personagens explorarem. As mudanças visuais incluíram a reconstrução de todos os personagens "do zero" para otimizar suas performances. Um aspecto do design de Halo 4 que foi preservado foi a apresentação de desafios para os jogadores, mas sem forçá-los sobre eles e fazendo o jogo linear. Holmes trabalhou na introdução de pistas inimigas e comportamentos únicos gradualmente e individualmente, para que os jogadores tivessem que lutar criativa e efetivamente. O modo um jogador foi pensado para ser um campo de treinamento para multijogador e para o sucesso levar à participação contínua na comunidade de fãs de Halo. Holmes descreveu sua estratégia de desenvolvimento como "um jogo de cada vez", mencionando que, apesar de Halo 4 ser a primeira parte de uma trilogia, todo o foco estava na história e na experiência de jogo do título individual. O jogo também foi construído para ter uma ressonância mais profunda quanto mais você souber sobre a história, como se um jogador tivesse jogado os jogos anteriores ou tivesse lido os romances estendidos do universo. Depois de quatro anos projetando Halo 4 e jogando o jogo por milhares de horas, Holmes afirmou que ainda ama o jogo, principalmente devido ao trabalho na história e à liberdade que os jogadores têm de "brincar com o mundo e explorar".
Em novembro de 2016, Holmes anunciou que partiria da 343 Industries para seguir uma carreira no desenvolvimento de jogos independentes.

## Filosofia e influências de design
Parte do design de Holmes é que a jogabilidade deve ser acessível ao maior número de pessoas possível, incluindo aqueles que são novos em jogos estabelecidos, como Halo. Pensa-se que isso nivele o campo em termos de habilidade para vários jogadores e aumente a satisfação dos jogadores.

## Trabalhos
- NBA Live '98 (1997) - produtor assistente
- NBA Live '99 (1998) - produtor assistente, designer
- NBA Live 2000 (1999) - produtor assistente, designer
- NBA Street (2001) - designer principal[6]
- Def Jam Vendetta (2003) - designer principal, produtor[6]
- Def Jam: Fight for NY (2004) - designer principal, produtor[6]
- Turok (2008) - gerente geral de estúdio[6]
- Halo Waypoint (2009) - produtor executivo
- Halo: Reach (2010) - produtor executivo
- Halo 4 (2012) - diretor de criação
- Halo 5: Guardians (2015) - chefe de estúdio, desenvolvimento interno